# Ronche
Ronche (Ronche in veneto, Runcje in friulano, Runcjis in friulano occidentale) è una piccola frazione del comune di Sacile. È collocata a circa 14 km ad ovest di Pordenone e circa 19 km a est di Conegliano Veneto.

## Storia
Dal XIV secolo fino al 1957 ha ospitato una fornace per la produzione di mattoni in laterizio delle dimensioni di un vero stabilimento industriale.

## Monumenti e luoghi d'interesse
Chiesa del Santissimo Redentore, costruita per volere della famiglia Bertoja. Consacrata al culto nel 1913.

## Economia
Nella località ha sede la Fazioli, nota azienda produttrice di pianoforti. A seguito di una recente ristrutturazione dei locali aziendali, è stata allestita una sala concerti che dal 2005 ospita una rassegna concertistica nella quale si esibiscono artisti di livello nazionale e internazionale.